# Muzart

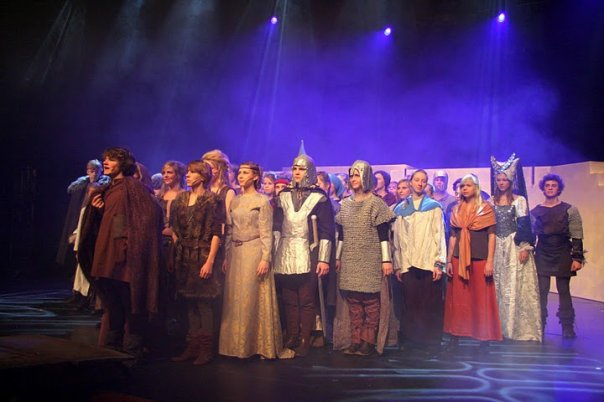
Finale van de musical Briefgeheim in 2009.

MuzArt is een musicalgezelschap in Beveren. Sinds 2000 kunnen jongeren van 12 tot 18 jaar deelnemen aan de audities en gekozen worden om deel te nemen aan de musical die elk eindejaar opgevoerd wordt voor publiek. Het doel van de organisatie is om jongeren de kans te geven te ontdekken wat het is om op een podium te staan. 

## Producties
Hieronder een lijst van alle producties.
| Jaar van opvoering | Titel                   | Schrijver                                                              |
| ------------------ | ----------------------- | ---------------------------------------------------------------------- |
| 2000               | Zwart op Wit            | Pol Van de Perre                                                       |
| 2001               | Zijn dat nu Crapuultjes | Frank Pollet                                                           |
| 2002               | MusicAllertijden        | Niet Bekend                                                            |
| 2002               | Rommel bestaat niet     | Pol Van de Perre                                                       |
| 2003               | Opastop                 | Pol Van de Perre                                                       |
| 2004               | De Golf                 | Frank Pollet                                                           |
| 2004               | Il Giardino di Trapoli  | Chris Timmermans                                                       |
| 2005               | Antraciet               | Bart Picavet                                                           |
| 2006               | Yell!                   | Frank Pollet                                                           |
| 2007               | Leve(n) de Heksen?!     | Pol Van de Perre                                                       |
| 2008               | Wing Lem                | Pol Van de Perre                                                       |
| 2009               | Briefgeheim             | Lieven De Vroey (naar het boek “Brief aan de koning” van Tonke Dragt ) |
| 2010               | Boek zonder verhaal     | Bart Picavet (met dank aan Pol Van de Perre en Lieven De Vroey)        |
| 2011               | Fien Fleur              | Lieven De Vroey                                                        |
| 2012               | Volle Maan              | Bart Picavet (met dank aan Joost Van den Branden)                      |
| 2013               | Kwaad Bloed             | Pol Van de Perre                                                       |
| 2014               | Anneke Asinon!          | Frank Pollet                                                           |
| 2015               | Waterkant 41            | Lieven De Vroey                                                        |
| 2016               | Blingelberg             | Karen Dierickx                                                         |
| 2017               | Steek!                  | Pol van de Perre                                                       |
| 2018               | Blond                   | Pol van de Perre                                                       |
| 2019               | Bots                    | Kris Ryckaert                                                          |
| 2021               | Deathlines              | Pascale Wouters                                                        |
| 2022               | Kwien                   | Michiel Bral                                                           |
| 2023               | (On)volt∞id             | Michiel Bral                                                           |
| 2024               | Morsen                  | Pascale Wouters                                                        |